# フロントベンチャー
フロントベンチャー（英: Frontbencher）は、多くの国での議会や類似した合議体において、一般に、グループを形成した政党や党員集会ごとに、列を作って座っているが、その際にそれぞれのグループで最前列に座るスポークスパーソン。
一方でそれぞれのグループで後ろに座る者は、バックベンチャー（英: Backbencher）と呼ぶ。
無所属や少数政党の者は両者の端や間に座るが、これはいわゆるクロスベンチャーと呼ばれる。

## イギリス

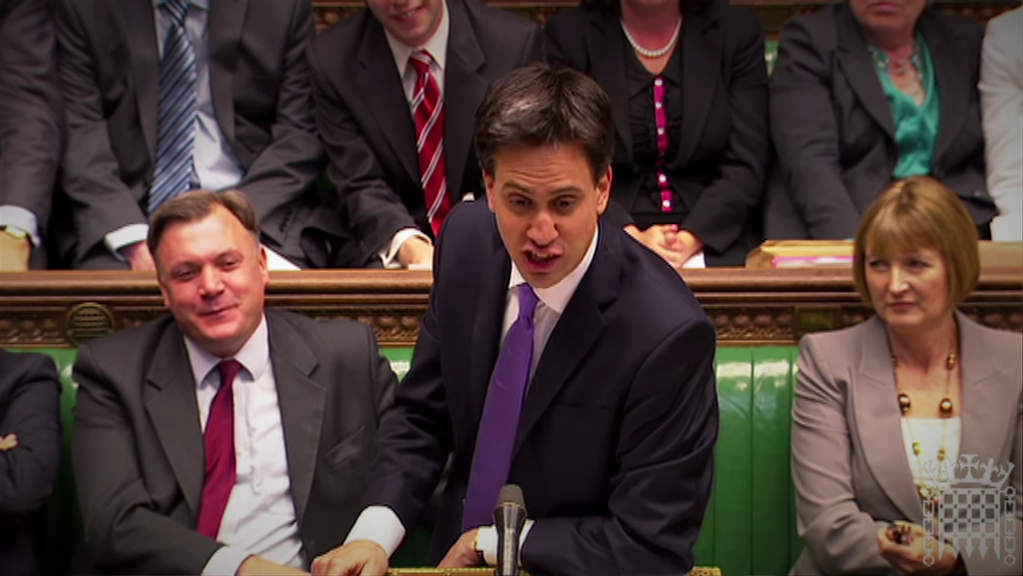
労働党のフロントベンチ（2012年）: エド・ミリバンド (野党党首)の両脇にエド・ボールズ (Shadow Chancellor)とハリエット・ハーマン (Deputy Leader of the Opposition と:en:Shadow Deputy Prime Minister)が座っている。

イギリスの庶民院において、政府のフロントベンチは、伝統的に国務大臣席（the Treasury bench）と呼ばれている（イギリスの大蔵省（HM Treasury）は最古の政府機関である）。議長（一般に庶民院議長または貴族院議長）から見て右手側にあり、国務大臣が座っている。野党のフロントベンチは、影の内閣の最上位大臣、「影の大臣」が座っている。

## カナダ
バックベンチャーはカナダの庶民院（および州議会）においても言及される一方で、政府のフロントシートは閣僚のために確保されている。前列に座る政権与党のメンバーはフロントベンチャーではなく閣僚と呼ばれる。一部の「フロントベンチャー」は実際に第二列の中央に座り、質問時間中（つまり、テレビのフレーム内で）は党首の真後ろに見える。

カナダの州および準州の立法議会においても同様の取り決めが存在する。党派に属さずに形成されたConsensus governmentであるヌナブト準州の立法議会やノースウエスト準州の立法議会では、大臣は正規議員の中に座る。

## アイルランド
アイルランド共和国のウラクタス（国民議会）の下院であるドイル・エアランのフロントベンチは、特定の問題に対して発言権を持つ政党員で構成されたグループを指す。アイルランド政府の一員であるen:Teachta Dálaは、政府のフロントベンチを構成し、政府に反対を表明した政党員は野党のフロントベンチを構成する。

## オーストラリア
オーストラリア連邦議会にもフロントベンチが存在する。最近では、ジャーナリストは、大臣の役職に敬意を払うというよりむしろカジュアルに大臣をフロントベンチャーと呼んでいる。

## ニュージーランド
ニュージーランドではウェストミンスター・システムに従い、フロントベンチすなわち代議院の前列席は、政府と野党の党首のために確保されている。議長から見て右側に座り、野党の党首は議長から見て左側に座る。ゆえに、通常は、ニュージーランドにおいて「フロントベンチャー」という用語は、政府のフロントベンチに座る者よりむしろ野党の主要なリーダーやスポークスパーソンを指す。